# Le Plusanniversary des Simpson
 (juillet 2025).
Pour plus de détails, voir Fiche technique et Distribution.
Le Plusanniversary des Simpson est un court métrage d'animation américain basé sur Les Simpson, réalisé par David Silverman et sorti en 2021 sur Disney+.

## Synopsis
pour fêter l'anniversaire de Disney + tous les personnages de la plateforme se sont réunis chez Moe 

## Fiche technique
- Titre original : The Simpsons in Plusaversary
- Réalisation : David Silverman
- Scénario : Joel H. Cohen, Jessica Conrad, Al Jean, Loni Steele Sosthand et Dan Vebber
- Photographie :
- Montage : Taylor Allen
- Musique : Bleeding Fingers Music
- Animation :
- Producteur : James L. Brooks, Joel H. Cohen, Al Jean, Richard Raynis, Richard Sakai, Matt Groening, Matt Selman et Denise Sirkot
  - Producteur associé : Dominique Braud, Nikki Isordia et Kip Lewis
  - Coproducteur : Richard K. Chung, Alexander Duke, Peter Gave et Michael G. Mahan
  - Producteur de l'animation : Tom Klein
- Sociétés de production : Gracie Films et 20th Television
- Sociétés de distribution : Disney Platform Distribution
- Pays d'origine :  États-Unis
- Langue originale : anglais
- Format : couleur
- Genre : Animation
- Durée : 4 minutes
- Dates de sortie :
  - Monde : 12 novembre 2021

## Distribution
- Dan Castellaneta : Homer Simpson, Donald Duck, Barney Gumble, Tahiti Mel, Joyeux, Grincheux et Winnie l'ourson
- Nancy Cartwright : Bart Simpson et Maggie Simpson
- Yeardley Smith : Lisa Simpson
- Hank Azaria : Moe Szyslak, Dingo, Capitaine McCallister et Buzz l'Éclair
- Tress MacNeille : Maléfique